# Elis Ellis
Elis Ellis (24 de marzo de 1879 - 17 de octubre de 1956) fue un actor, director, guionista y compositor de nacionalidad sueca.

## Biografía
Su verdadero nombre era Karl Elis Ludvig Olson, y nació en Estocolmo, Suecia. Ellis cursó estudios privados en la escuela Kristinehamns, formándose después en canto y música. Trabajó para la compañía de Hjalmar Selander en 1897-1899, en el Folkteatern de Estocolmo en 1900-1901, para Albert Ranft en el Södra Teatern en 1901-1905 y 1906-1907, y en el Dramaten en 1905-1906. También actuó en el Djurgårdsteatern, el Blanchteatern y el Nya teater de Gotemburgo, entre otros teatros. En 1911-1912 fue actor teatral en los Estados Unidos, y en 1929-1930 dirigió varias producciones en el Odeonteatern de Estocolmo. Entre sus actuaciones más destacadas figuran sus papeles protagonistas en Sten Stensson Stéen från Eslöf y La tía de Carlos. En esta última obra interpretaba a Lord Fancourt Babberley, papel que llevó a escena en ochocientas ocasiones.
Ellis fue también cantante y compositor, trabajando con escritos de Gustaf Fröding y Daniel Fallström. 
Elis Ellis falleció en la parroquia de Danderyd, en Estocolmo, en el año 1956. Fue enterrado en el Cementerio de la Iglesia de Danderyd. Había estado casado desde 1923 con la actriz Inga Ellis, siendo sus hijos el artista de revista Hans Ellis y Bengt Ellis, dibujante y pintor.

## Filmografía (selección)

### Actor
- 1916 : Svartsjukans följder
- 1917 : Löjtnant Galenpanna
- 1918 : Spöket på Junkershus
- 1919 : Löjtnant Galenpannas sista växel
- 1924 : Sten Stensson Stéen från Eslöv
- 1926 : Charleys tant
- 1932 : Sten Stensson Stéen från Eslöv på nya äventyr

### Director
- 1918 : Spöket på Junkershus
- 1919 : Löjtnant Galenpannas sista växel
- 1923 : Fröken Fob
- 1924 : Sten Stensson Stéen från Eslöv
- 1925 : Två konungar
- 1926 : Charleys tant
- 1932 : Sten Stensson Stéen från Eslöv på nya äventyr

### Guionista
- 1918 : Spöket på Junkershus
- 1919 : Löjtnant Galenpannas sista växel
- 1924 : Sten Stensson Stéen från Eslöv
- 1925 : Två konungar
- 1926 : Charleys tant

## Teatro

### Actor
- 1902 : Sherlock Holmes, de Walter Christmas, Svenska teatern de Estocolmo[3]
- 1905 : Stockholmsluft, de Emil Norlander, Södra Teatern[4]
- 1905 : Reif von Reiflingen, de Gustav von Moser, Dramaten[5]
- 1921 : Än leva de gamla gudar, de Otto Hellkvist, dirección de Svasse Bergqvist, Vasateatern[6]
- 1922 : La tía de Carlos, de Brandon Thomas, dirección de Elis Ellis, Blancheteatern[7]
- 1923 : Sten Stensson Stéen från Eslöf, de John Wigforss, dirección de Elis Ellis, Blancheteatern[8]
- 1927 : La tía de Carlos, de Brandon Thomas, dirección de Elis Ellis, Djurgårdsteatern[9][10]
- 1930 : Spanska flugan, de Franz Arnold y Ernst Bach, dirección de Elis Ellis, Odeonteatern[11]
- 1933 : La tía de Carlos, de Brandon Thomas, Folkan[12]

### Director
- 1922 : La tía de Carlos, de Brandon Thomas, Blancheteatern
- 1923 : Sten Stensson Stéen från Eslöf, de John Wigforss, Blancheteatern
- 1927 : La tía de Carlos, de Brandon Thomas, Djurgårdsteatern
- 1930 : Spanska flugan, de Franz Arnold y Ernst Bach, Odeonteatern